# Богородицьк
Богоро́дицьк (рос. Богородицк) — місто (з 1777) в Росії, адміністративний центр Богородицького району, Тульська область. Утворює міське поселення місто Богородицьк.

## Географія
Богородицьк знаходиться в південно-східній частині Тульської області, на правому березі річки Уперта (притока Упи), за 65 км від Тули та за 240 км від Москви. Залізнична станція Жданка Тульського відділення Московської залізниці. Поблизу від міста — федеральна траса М4 «Дон».

## Історія
Богородицьк належить до старовинних російських міст, чия історія пов'язана із захистом від ворогів кордонів середньовічної Московської держави. У 1380 році неподалеку від того місця, де був заснований Богородицьк, відбулася Куликовська битва.

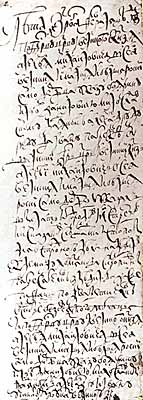
Указ про заснування міста (1663 рік).
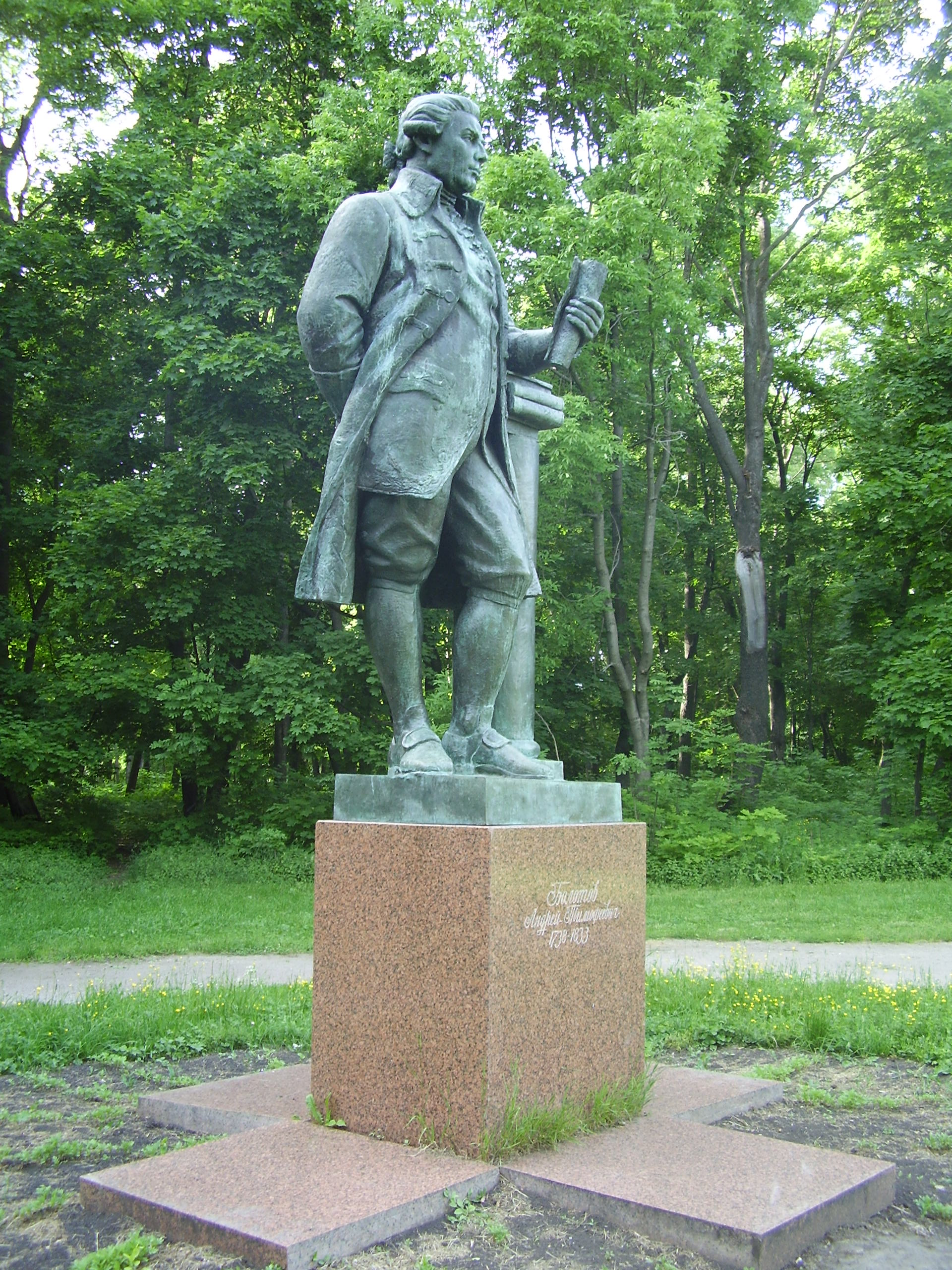
Пам'ятник Болотову.

Спочатку Богородицьк (у джерелах XVII століття - Богородицькoй) вважався міським поселенням, тобто центром округу.
На початку XVIII століття, у зв'язку з розширенням території Росії, Богородицьк втрачає роль прикордонної фортеці, а 1715 року дома фортеці створюється великий кінний завод. Дещо пізніше тут будується в'їзна вежа-дзвіниця та інші будівлі. 1737 року в Богородицьку з'являється перший навчальний заклад — школа конюхових дітей.
В часи російсько-турецької війни (1672—1681) Богородицьк був одним із основних пунктів, на який покладалася відповідальність за доставку провіанту, корабельних припасів для російської армії.
У 1936—1944 роках Богородицьк був центром Товарівського району, згодом центром відтвореного Богородицького району.
Під час Великої Вітчизняної війни місто було в окупації з 15 листопада до 15 грудня 1941 року. За цей час німецька армія стратили 32 особи та зруйнували при відступі 65% будинків. Місто звільнене силами 324-ї стрілецької та 41-ї кавалерійської дивізій 10-ї армії.
1 лютого 1963 року набув статусу міста обласного підпорядкування Тульської області.
2006 року знову став містом районного підпорядкування.

## Населення
Населення міста, станом на 2018 рік, — 31 139 осіб.
| 1856    | 1897    | 1913   | 1926    | 1931   | 1939     | 1959     | 1967     | 1970     | 1979     | 1989     | 2000     | 2005     | 2010     | 2016     | 2017     | 2018     |
| ------- | ------- | ------ | ------- | ------ | -------- | -------- | -------- | -------- | -------- | -------- | -------- | -------- | -------- | -------- | -------- | -------- |
| ▬ 4 700 | ▲ 4 800 | ▲ 6800 | ▼ 6 400 | ▼ 5800 | ▲ 13 194 | ▲ 24 427 | ▲ 29 000 | ▲ 32 458 | ▲ 33 251 | ▲ 33 552 | ▼ 32 300 | ▼ 30 100 | ▼ 31 897 | ▲ 31 379 | ▼ 31 263 | ▼ 31 139 |

## Відомі особистості
В поселенні народився:
- Токарєв Вячеслав Васильович (1917—2001) — український живописець.

## Пам'ятки
Палац-музей графів Бобринських і парк. У 2007—2008 роках брав участь у конкурсі «Сім чудес Росії», де увійшов до півфіналу. У 2016 році у палаці і парку режисер Карен Шахназаров знімав серіал «Анна Кареніна». 

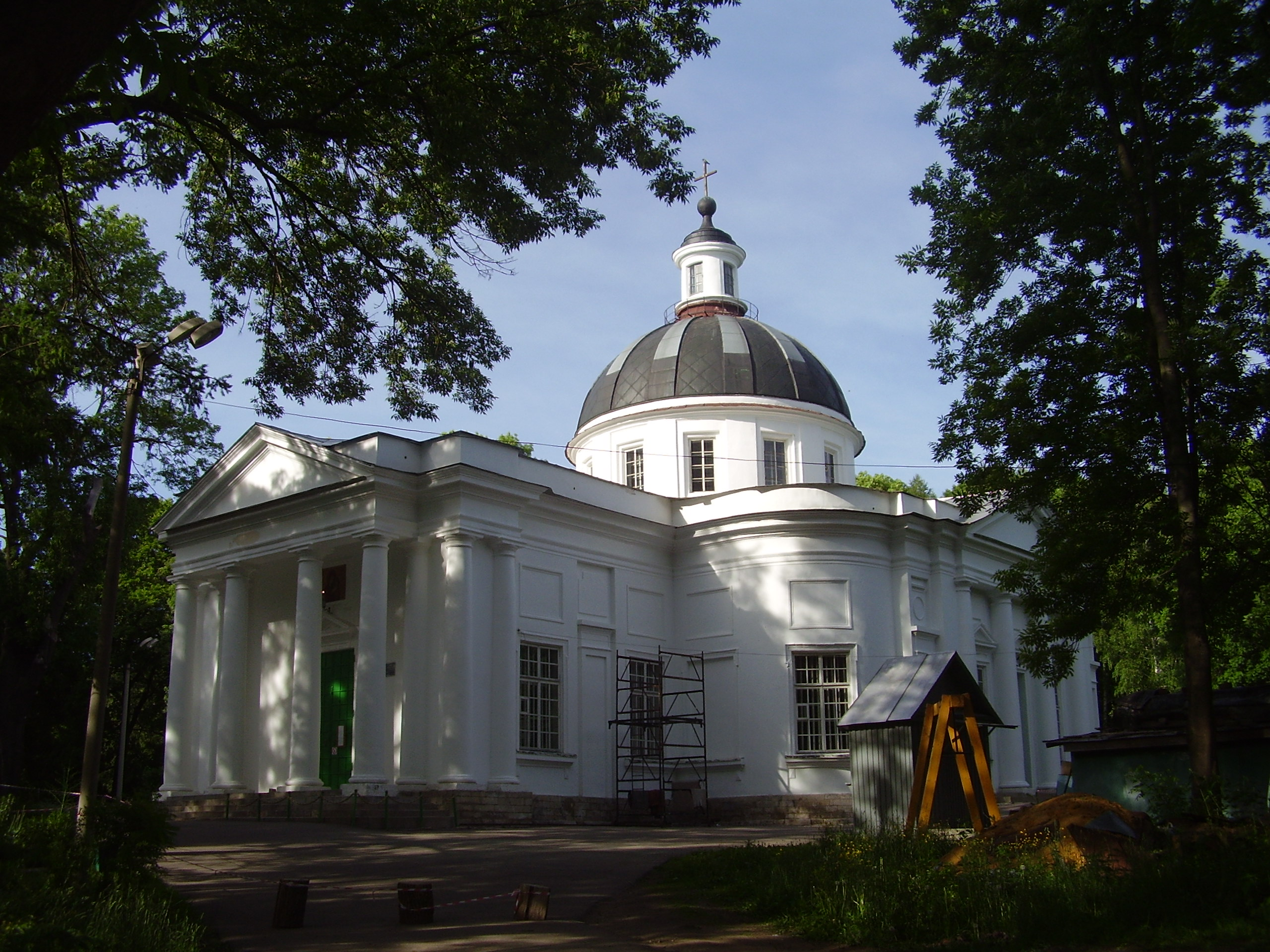
Свято-Казанський храм.
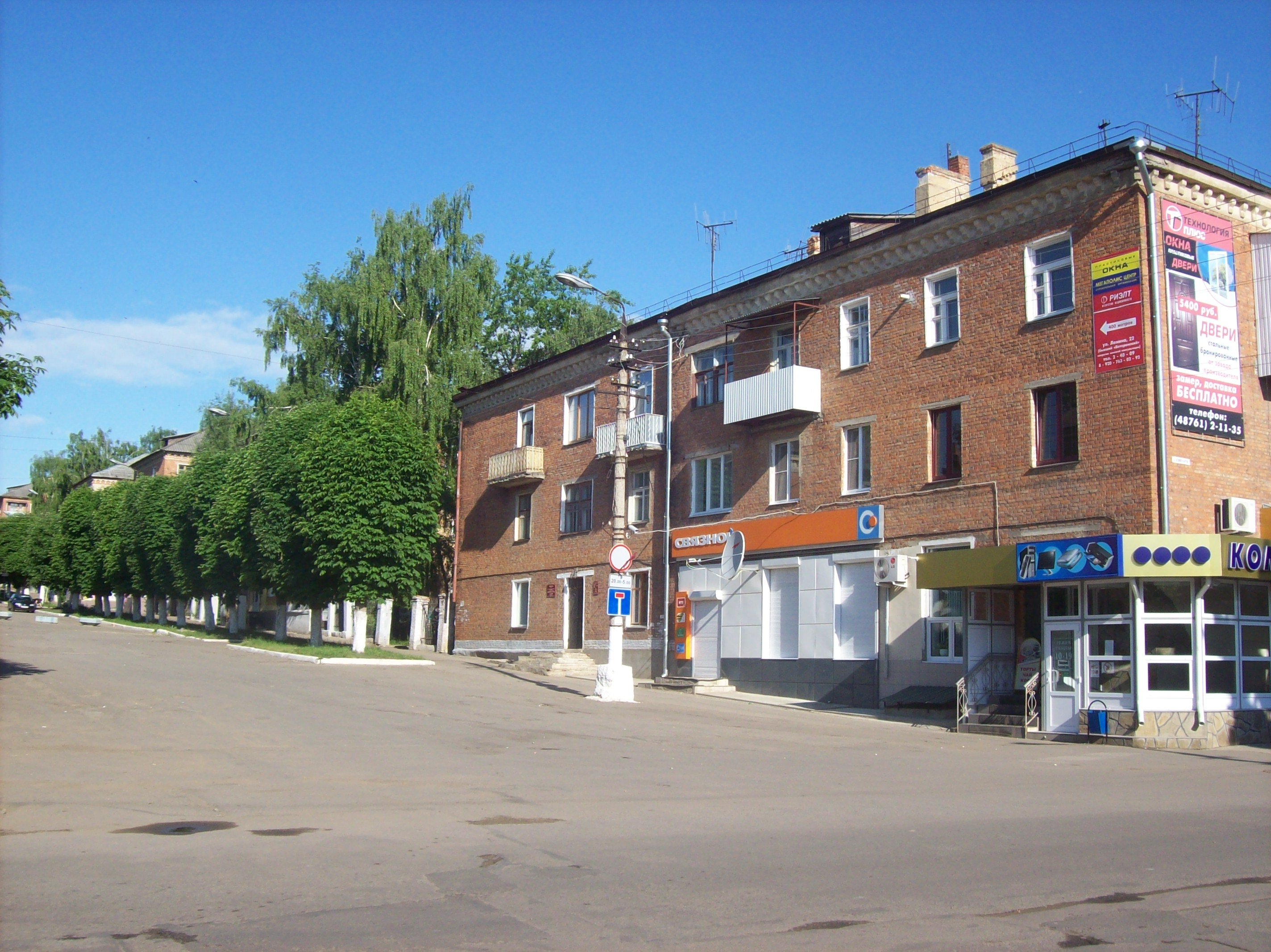
Вулиця Леніна.
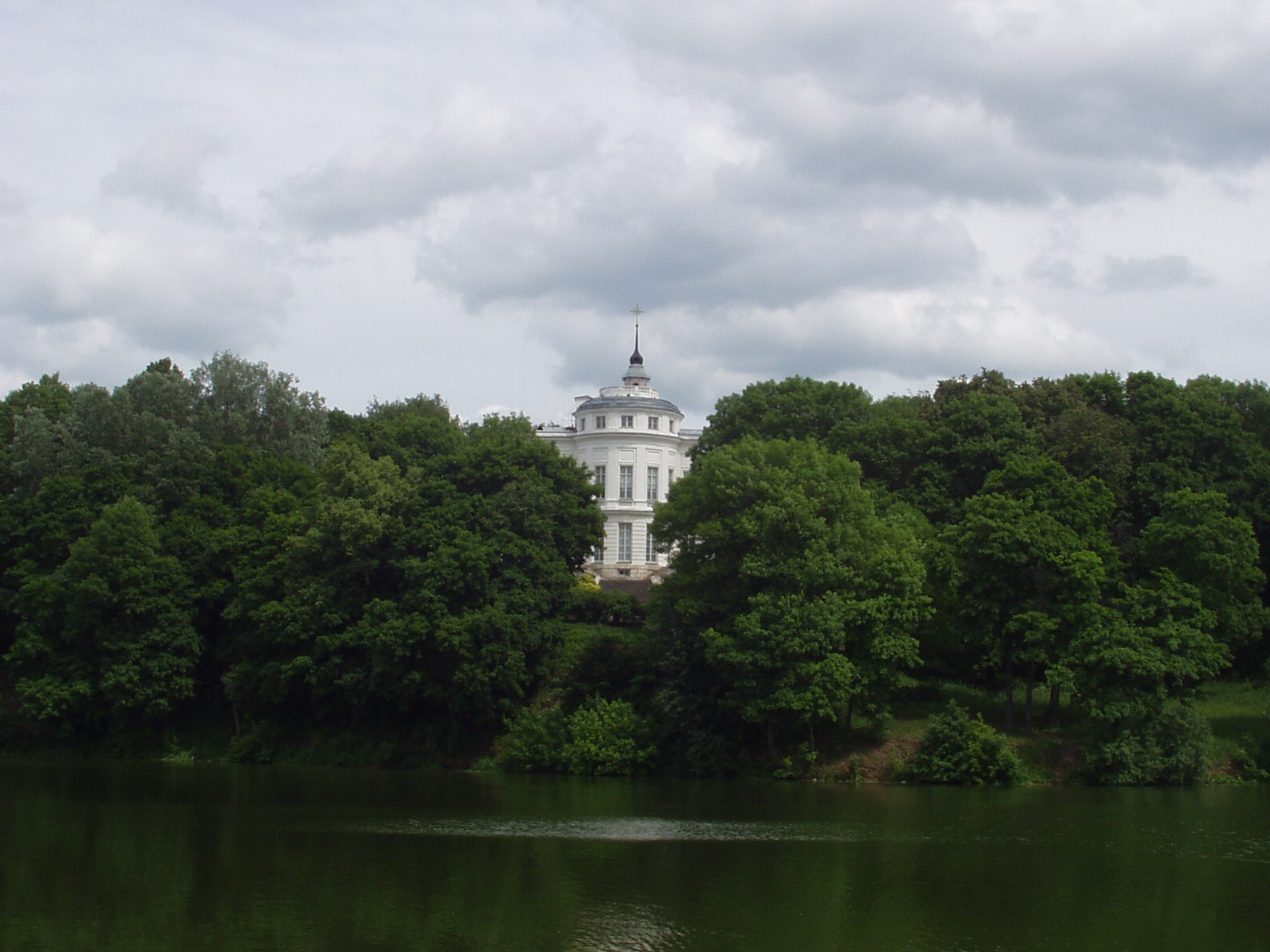
Богородицький історичний парк ім. А. Т. Болотова.

## Міста-побратими
- Словаччина — Лученец
- Італія — Реццато